# 群山乡
群山乡，是中华人民共和国黑龙江省黑河市孙吴县下辖的一个乡镇级行政单位。

## 行政区划
群山乡下辖以下地区：
邻山村、民和村、富民村、前程村、群山村、富山村、朝阳村和十里岗村。